# NGC 1293
NGC 1293 este o astrophysical x-ray source⁠(d) situată în constelația Perseu. A fost descoperită în 17 octombrie 1786 de către William Herschel. Se află la o distanță de 65,77 de megaparseci de Pământ.